# Felix Arndt

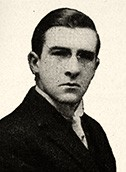
Felix Arndt

Felix Arndt (ur. 20 maja 1889, zm. 16 października 1918) – amerykański pianista i kompozytor muzyki popularnej. Jego matka była księżną Fevrier, spokrewnioną z Napoleonem III.
Wykształcony w Nowym Jorku, Arndt tworzył piosenki dla słynnego wodewilowego duo Jacka Norwortha i Nory Bayes, a także nagrał ponad 3000 rolek na pianolę dla Duo-Artu i QRS. Zmarł mając 29 lat, z powodu pandemii grypy hiszpanki.
Arndt jest najbardziej znany ze swojej kompozycji z 1915, noszącej tytuł Nola, napisanej jako podarunek dla jego narzeczonej (i przyszłej żony), Noli Lucke. Utwór ten jest czasami uważany za pierwszy przykład gatunku "Novelty piano". Temat z utworu był najważniejszym tematem orkiestry Vincenta Lopeza. Inne kompozycje Arndta to Desecration Rag, An Operatic Nightmare-Desecration no. 2 czy Clover Club.
Jego taśmy na pianolę pokazują, że Arndt był bardzo dobrym pianistą. Wiadomo też, że miał wpływ na młodego George'a Gershwina, który później odwiedził go w jego studiu w Aeolian Hall w Nowym Jorku.